# Pierre Granger
Pour les articles homonymes, voir Granger.
Pierre Granger est un journaliste, animateur, conférencier et présentateur  d'émissions de télévision et d'émissions radiophoniques francophones sur la radio et télévision canadienne.  
Originaire de la Mauricie au Québec, Pierre Granger est arrivé en Ontario en 1973, à Windsor. Il y étudie les sciences politiques à l'université de Windsor. Il est devenu une personnalité de la vie culturelle franco-ontarienne.
Pierre Granger, a commencé à travailler comme journaliste-animateur sur la radio-Canada à une époque où la radio et la télévision françaises dans la province de l'Ontario en étaient à leurs balbutiements. Il a ensuite été présentateur à la télévision francophone ontarienne TFO et présenta Le Téléjournal.
En 1996, il devient animateur de l'émission "Panorama", poste qu'il animera jusqu'en 2009.